# Coilochilus
Coilochilus es un género monotípico de orquídeas de hábito terrestre. Su única especie, Coilochilus neocaledonicum Schltr. es originaria del centro y sur de Nueva Caledonia.

## Descripción
Son perennes y glabras, sin tubérculos, con largas raíces carnosas verrugosas, con una hoja más larga que ancha, erecta, coriácea y peciolada; la inflorescencia racemosa, con muchas flores que miden menos de dos milímetros y sin color llamativo, con sépalos y pétalos similares pero ligeramente diferentes, y el labio fijo e inamovible, de tamaño similar a los otros segmentos del lóbulo intermedio, grueso, cóncavo; columna corta y con cuatro polinios.

## Taxonomía
Coilochilus neocaledonicum fue descrita por Rudolf Schlechter  y publicado en Botanische Jahrbücher für Systematik, Pflanzengeschichte und Pflanzengeographie 39: 36. 1906.